# Bir Ali
Bir Ali, ou Bi'r `Ali (le puits d'Ali), est une petite ville dans l'est du Yémen, dans le gouvernorat de Shabwah.
Cette petite ville côtière conserve fort peu de vestiges de son riche passé, sous le nom de Canë ou Qana' ou Qana, ancien port de Mukalla.
Son actualité est le terminal pétrolier de Bal'haf, à 18 km.
Du haut de la Citadelle du Corbeau, Husn al-Ghurab, apparaît l'antique Qana, un des ports de la route de l'encens.

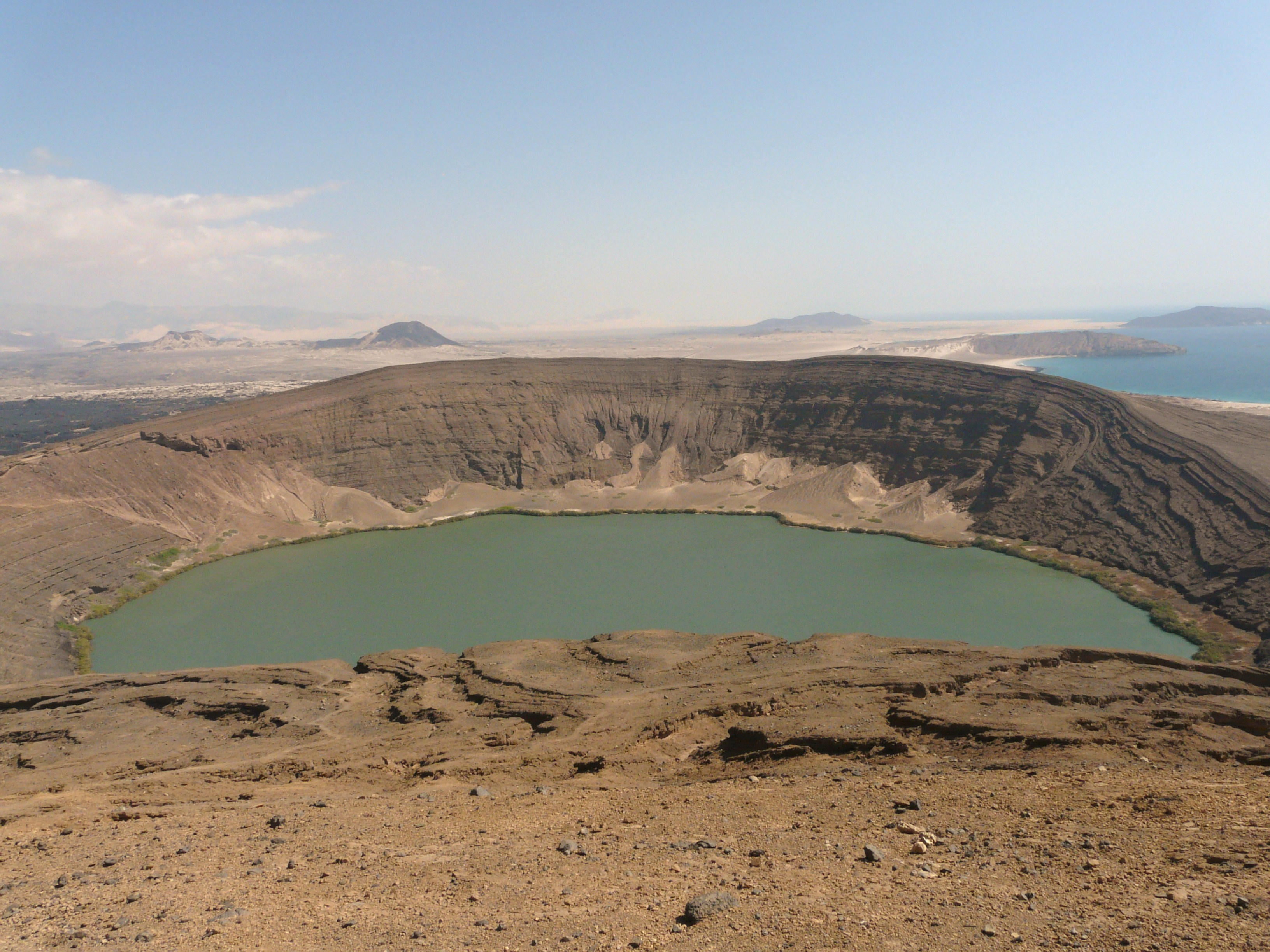
Lac de cratère près de Bir Ali